# Jean-Yves Prigent
Jean-Yves Prigent (1954) es un deportista francés que compitió en piragüismo en la modalidad de eslalon. Ganó tres medallas en el Campeonato Mundial de Piragüismo en Eslalon, en los años 1977 y 1981. En 2024 fue condenado por agredir sexualmente a dos adolescentes, y en otoño de 2024 se vio implicado en un nuevo caso de violación y agresión sexual a menores.

## Palmarés internacional
| Campeonato Mundial | Campeonato Mundial | Campeonato Mundial | Campeonato Mundial |
| Año                | Lugar              | Medalla            | Competición        |
| ------------------ | ------------------ | ------------------ | ------------------ |
| 1977               | Spittal (Austria)  | Medalla de oro     | K1 por equipos     |
| 1981               | Bala (Reino Unido) | Medalla de bronce  | K1 individual      |
| 1981               | Bala (Reino Unido) | Medalla de bronce  | K1 por equipos     |